# Бобрик (верхний приток Припяти)
Бо́брик (бел. Бобрык, Бобрык Першы) — река в Брестской области Беларуси, левый приток Припяти.
Исток реки находится в болотах около деревни Сукач Ганцевичского района. Река протекает по Припятскому Полесью, преимущественно по территории Пинского и Лунинецкого районов, впадая в Припять в 2 км к северо-западу от железнодорожной станции Припять.
Длина реки — 109 км, площадь водосборного бассейна — 1902 км², среднегодовой расход воды в районе устья — 7,6 м³/с, уклон реки — 0,3 м/км.
Ширина реки изменяется от 3 м в верхнем течении до 40—50 м около устья. На протяжении 102 км русло канализировано. Долина не выражена. Пойма двусторонняя, шириной 500—1000 м в среднем течении.
Крупнейший приток — Вислица (правый). Есть связь с системой мелиорационных каналов. Через протоку и озеро Погостское река Бобрик связана с водохранилищем Погост. На самой реке возле агрогородка Парохонск обустроены два небольших пруда.